# Hypocosmia bimaculalis
Hypocosmia bimaculalis är en fjärilsart som beskrevs av Dyar 1915. Hypocosmia bimaculalis ingår i släktet Hypocosmia och familjen mott. Inga underarter finns listade i Catalogue of Life.